# Кірибаті на літніх Олімпійських іграх 2016
Кірибаті на літніх Олімпійських ігор 2016 був представлений 3 спортсменами у 2 видах спорту. Жодної медалі олімпійці Кірибаті не завоювали.

## Спортсмени
| Дисципліна     | Чоловіки | Жінки | Разом |
| -------------- | -------- | ----- | ----- |
| Важка атлетика | 1        | 0     | 1     |
| Легка атлетика | 1        | 1     | 2     |
| Разом          | 2        | 1     | 3     |

## Легка атлетика
Легенда
- Note – для трекових дисциплін місце вказане лише для забігу, в якому взяв участь спортсмен

Трекові і шосейні дисципліни
| Спортсмен         | Дисципліна                   | Попередній забіг | Попередній забіг | Чвертьфінал      | Чвертьфінал      | Півфінал         | Півфінал         | Фінал            | Фінал            |
| Спортсмен         | Дисципліна                   | Час              | Місце            | Час              | Місце            | Час              | Місце            | Час              | Місце            |
| ----------------- | ---------------------------- | ---------------- | ---------------- | ---------------- | ---------------- | ---------------- | ---------------- | ---------------- | ---------------- |
| Джон Рука         | біг на 100 метрів (чоловіки) | 11.65            | 6                | Завершив виступ  | Завершив виступ  | Завершив виступ  | Завершив виступ  | Завершив виступ  | Завершив виступ  |
| Карітааке Теваакі | біг на 100 метрів (жінки)    | 14.70            | 8                | Завершила виступ | Завершила виступ | Завершила виступ | Завершила виступ | Завершила виступ | Завершила виступ |

## Важка атлетика
| Спортсмен      | Категорія            | Ривок     | Ривок | Поштовх   | Поштовх | Загалом | Місце |
| Спортсмен      | Категорія            | Результат | Місце | Результат | Місце   | Загалом | Місце |
| -------------- | -------------------- | --------- | ----- | --------- | ------- | ------- | ----- |
| Давид Катоатау | до 105 кг (чоловіки) | 145       | 17    | 204       | 12      | 349     | 14    |